# Zanna
Zanna – piosenka wykonywana przez belgijskich muzyków i kompozytorów Selah Sue, Tom Barman i The Subs. Utwór został wydany w dniu 25 listopada 2011 jako digital download w Belgii. Jest to piosenka przewodnia na imprezę charytatywną "Muzyka dla życia 2011". Piosenka została napisana przez Annę Domino, Luc Van Acker i wyprodukowana przez Jeroen De Pessemier.

## Teledysk
Teledysk towarzyszący wydaniu „Zanna” został wydany na YouTube w dniu 28 listopada 2011 o łącznej długości trzy minuty i pięćdziesiąt siedem sekund.

## Twórcy
- Wokal – Selah Sue
- Producent – Jeroen De Pessemier
- Tekst – Anna Domino, Luc Van Acker
- Wytwórnia: Because Music

## Popularność
| lista (2011)                            | najwyższa pozycja |
| --------------------------------------- | ----------------- |
| Belgia (Flandria) (Ultratop 50 Singles) | 1                 |
| Belgia (Wallonia) (Ultratop 50 Singles) | 29                |
| Holandia (Single Top 100)               | 72                |